# Zolná (Zvolen)
Zolná je vesnice, součást Zvolena, města v Banskobystrickém kraji. Od samotného města leží východně, ve vzdálenosti 7 kilometrů. Ve vsi se nachází raně gotický kostel svatého Matouše z 13. století.

## Dějiny
Zolná je spojená se Slovenským národním povstáním. Na místním polním letišti operoval mezi 17. září a 20. říjnem První československý samostatný stíhací letecký pluk. Dnes toto připomíná v Zolné umístěný památník s obrysem letadla Lavočkin La-5. Dříve samostatná obec Zolná byla připojena ke Zvolenu v roce 1976.

## Kultura a zajímavosti

### Památky
- Římskokatolický kostel svatého Matouše, jednolodní raně gotická stavba s polygonálním ukončením presbyteria a představenou věží pocházející z let 1260–1280 n. l. Nachází se v opevněném areálu ve vyvýšené poloze poblíž jednoho z okrajů obce. Původně byl kostel zasvěcen svatému Štěpánu; první písemná zmínka o kostele pochází z roku 1311 n. l. V období 1360–1390 n. l. byl interiér doplněn o freskovou výmalbu, ta se částečně zachovala do moderní doby. Od období slovenské církevní reformace se stal kostel v roce 1709 evanglickým. V roce 1773 proběhla barokní přestavba. Během druhé světové války byl kostel poškozen minometnou palbou, od roku 2011 se pracuje na jeho rekonstrukci.[3]
- Kaštel, trojtraktová dvoupodlažní, původně renesanční bloková stavba s mansardovou střechou ze 17. století. Stavba, podobně jako místní kostel, prošla v druhé polovině 18. století barokní přestavbou. Zajímavým architektonickým prvkem kaštela jsou pruské klenby. V současnosti stavba chátrá.[4]

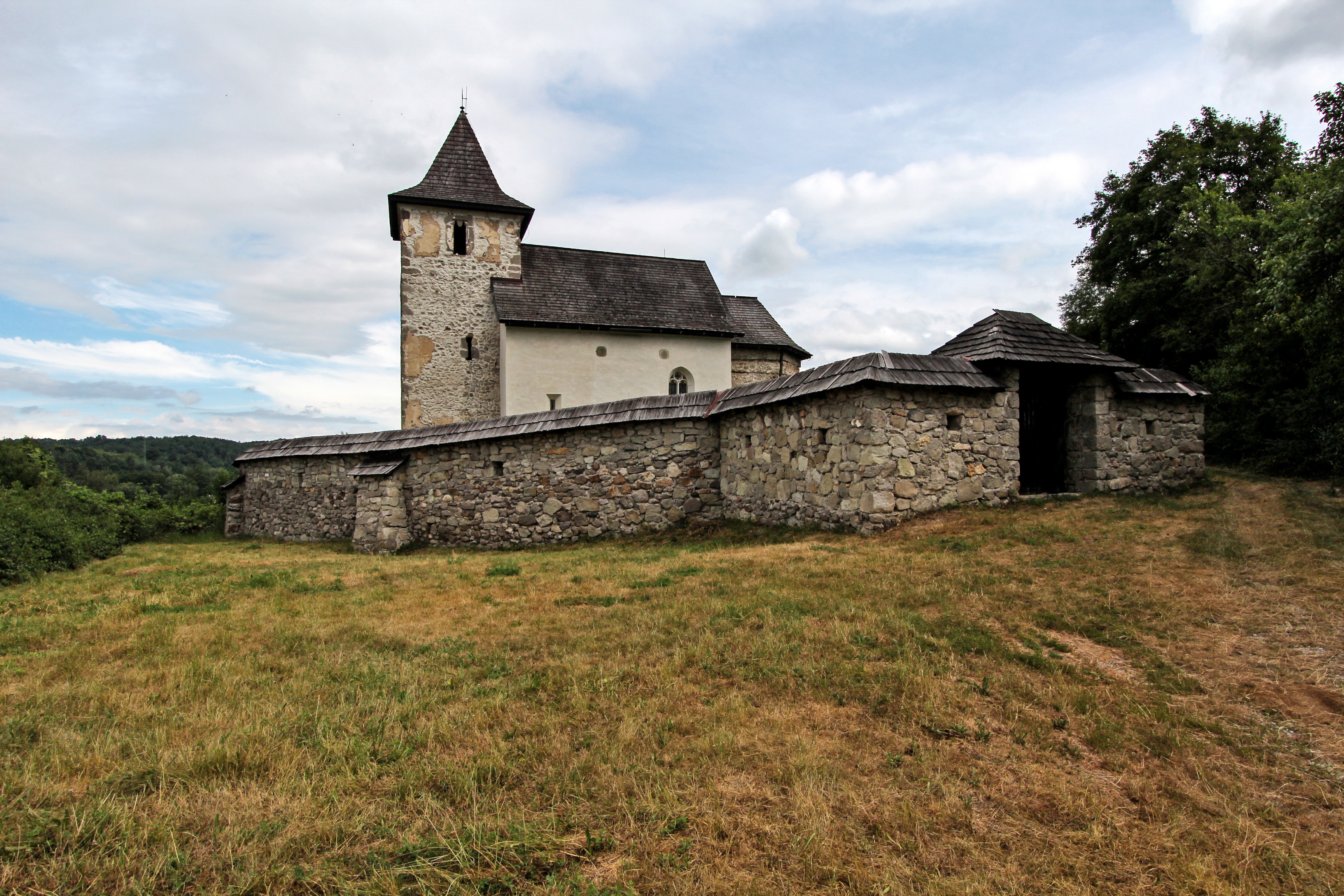
Kostel sv. Matouše
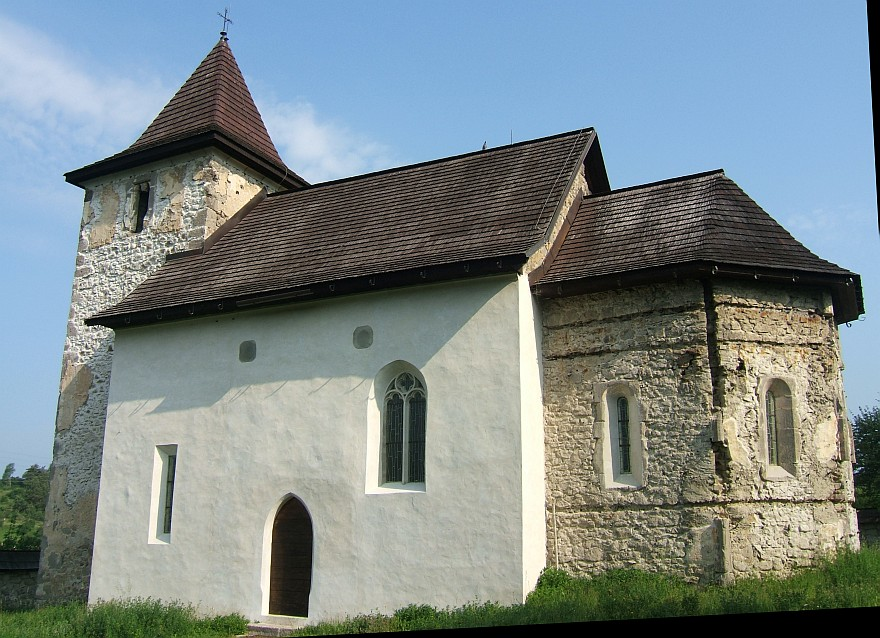
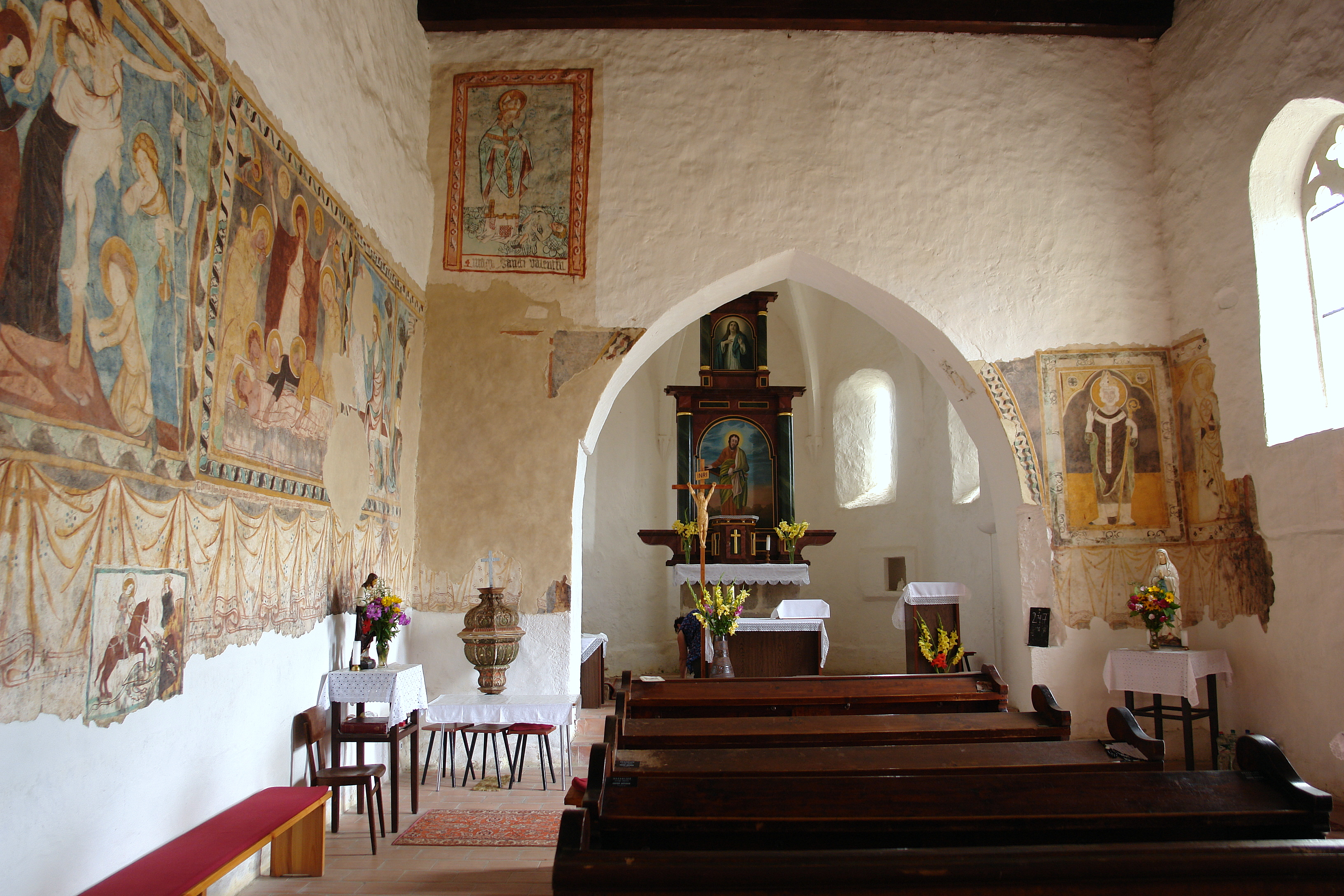
Interiér kostela
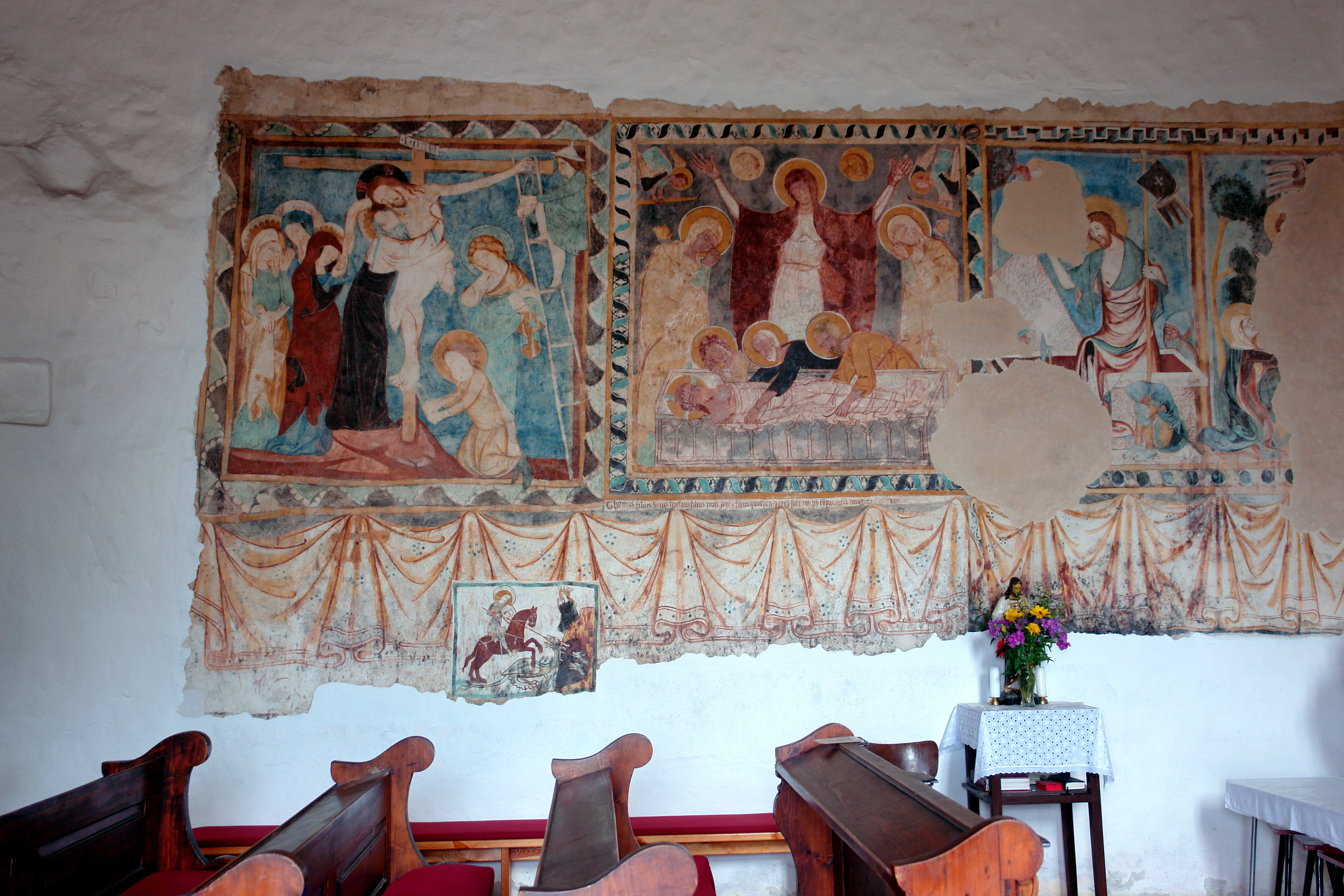
Fresková výmalba
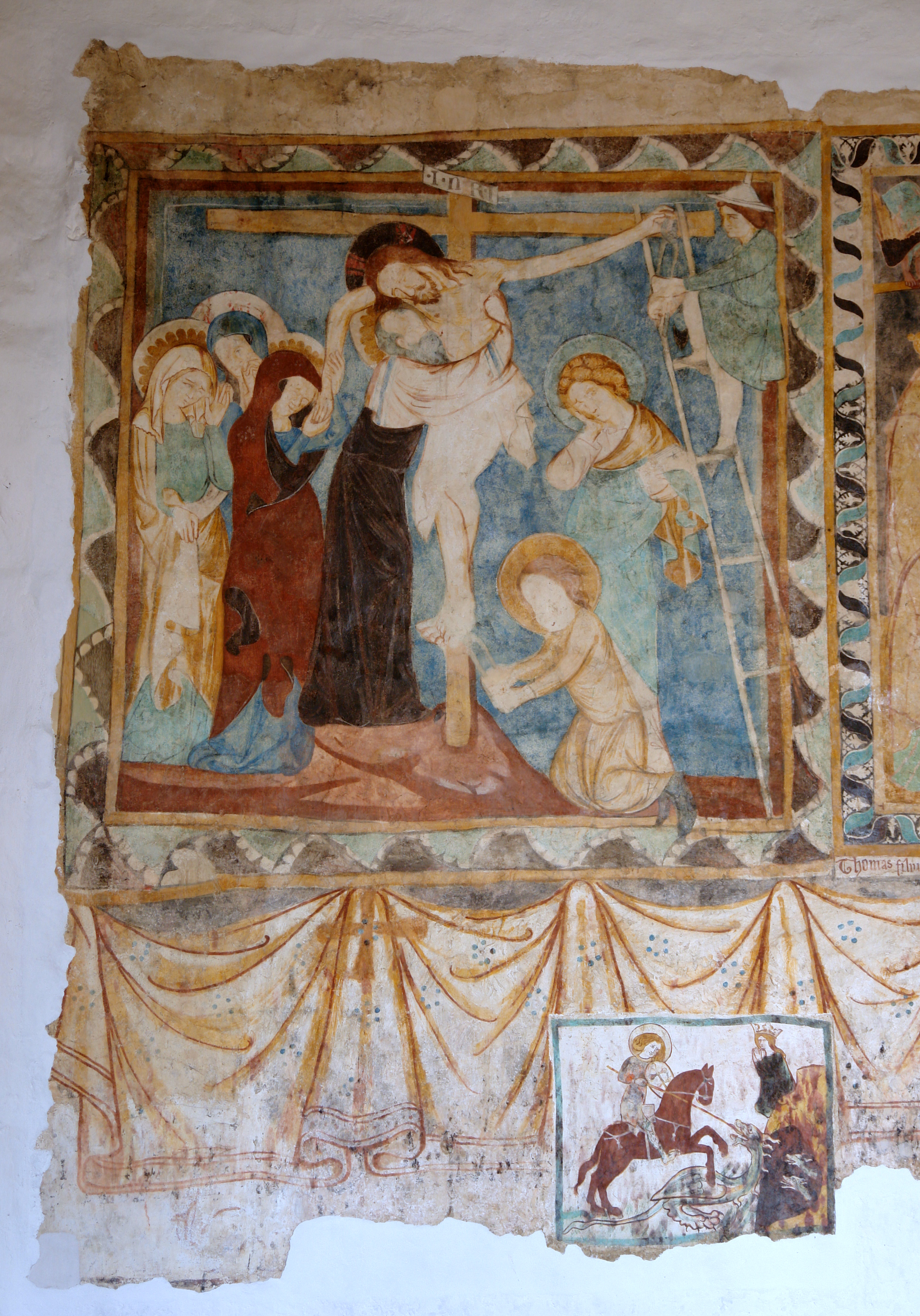
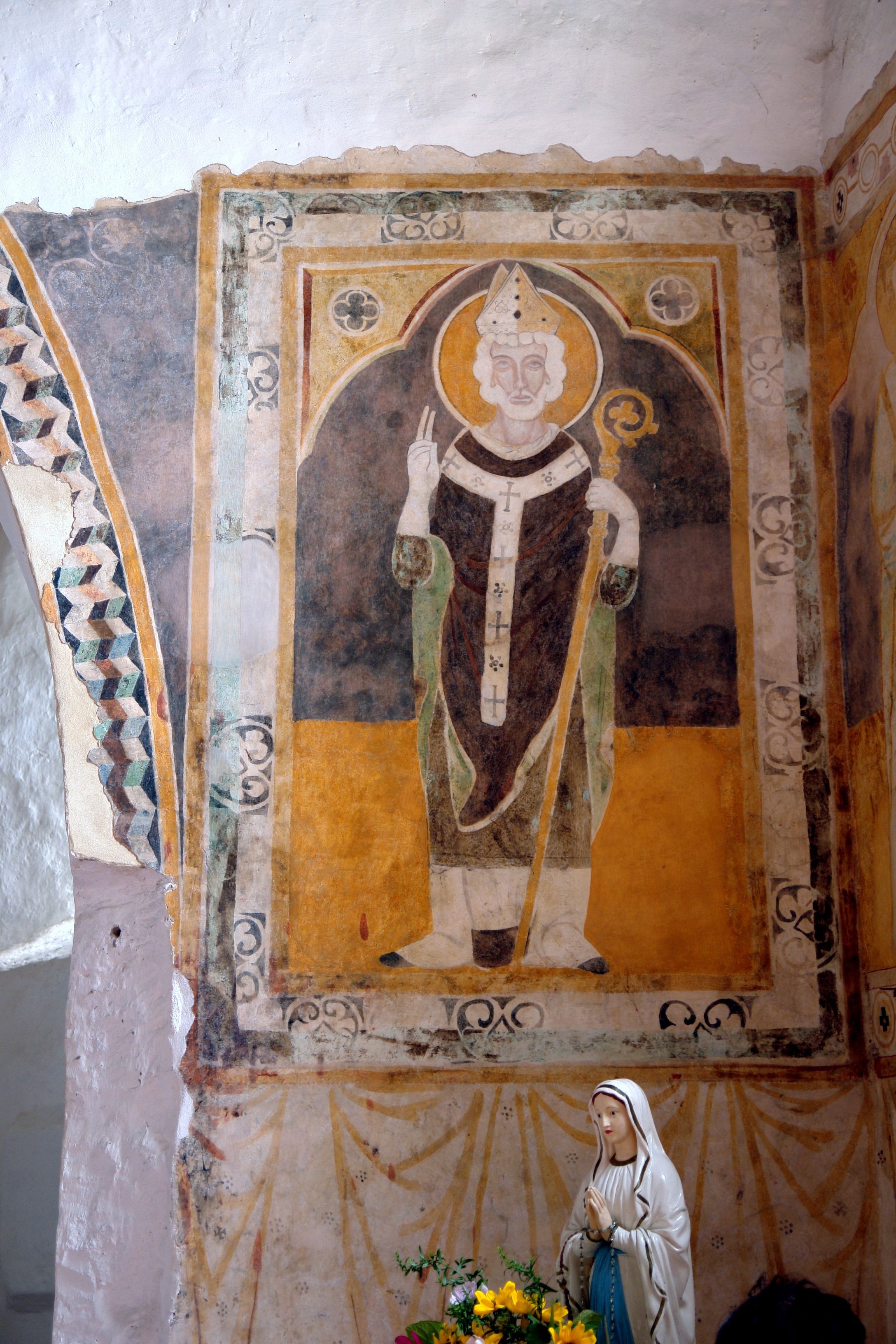
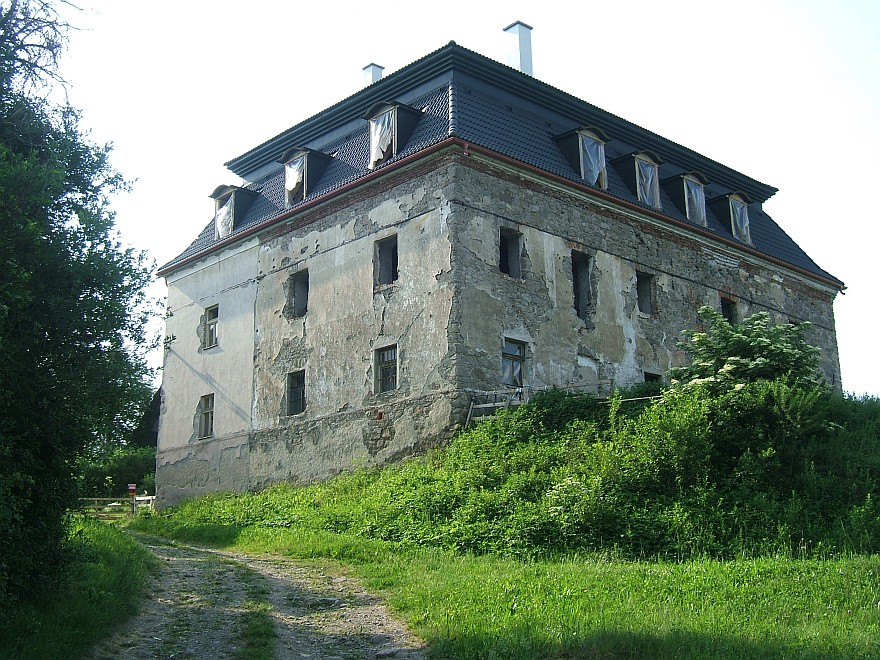
Barokní kaštel